# Ramsey (Isla de Man)

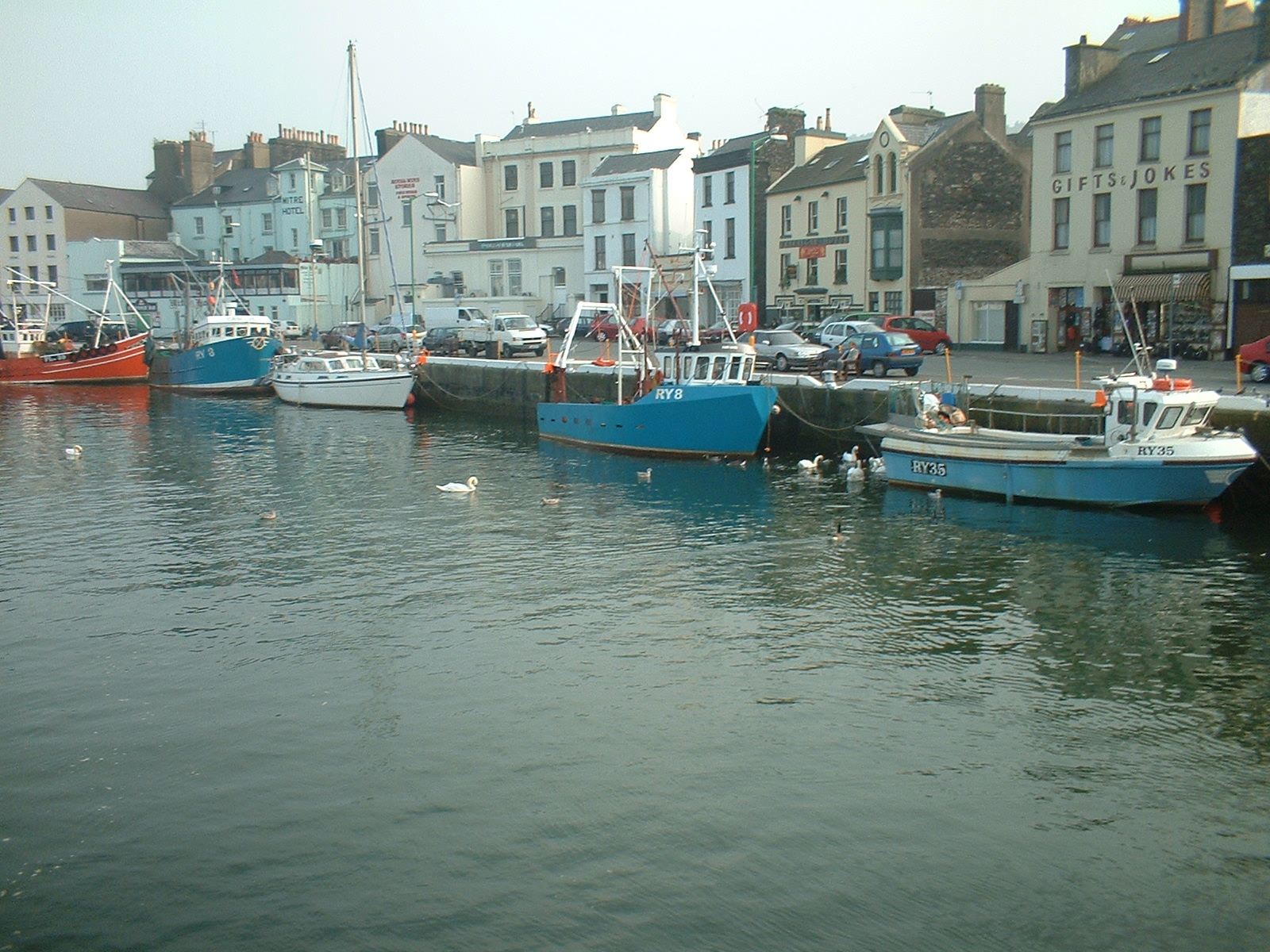
Puerto de Ramsey.

Ramsey (en manés Rhumsaa) es un pueblo en el norte de la isla de Man. Es el segundo pueblo más grande de la isla después de Douglas. Su población es de 7309 habitantes de acuerdo con el censo de 2006. El puerto de Ramsey es un de los más grandes de la isla, y un muelle importante, a veces llamado "Muelle de la Reina". Ramsey sirvió como el principal centro de comunicación con Escocia durante varios siglos. Al pueblo se le conoce con el apodo de "Ramsey Real", debido a las visitas de la Reina Victoria y el Príncipe Alberto en 1847, seguidas por las del Rey Eduardo VII y la Reina Alejandra en 1907.